# عباس نویان
عباس نویان (زاده: ۱۳۲۸ سرخ پارسا - ولایت پروان) سیاستمدار هزاره اهل افغانستان، نماینده دوره پانزدهم مجلس نمایندگان افغانستان و سفیر افغانستان در سویدن است. وی در جوزا (خرداد) ۱۳۹۸ به عنوان سفیر افغانستان در سویدن تعیین شد. وی نمایندگی مردم کابل را در سالهای ۱۳۸۴–۱۳۸۹ در مجلس نمایندگان افغانستان را بر عهده داشت. در انتخابات پارلمانی ۱۳۸۴، مقام هفتم را از نظر آرا در کابل داشت. وی در دوران نمایندگی خود، او از حقوق زنان، تحصیلات برای همه مردم، یک حکومت پاسخگو و اجرای قدرتمند قانون دفاع می‌کرد. او مدافع حقوق اقلیت‌ها بود و راه حلش را ایجاد حزبی که همه اقوام افغانستان در آن َعضویت داشته باشند، می‌دانست.

## زندگی‌نامه
عباس نویان متولد ۱۳۲۸ (۱۹۴۹ میلادی) در دره ترکمن، سرخ پارسا، ولایت پروان، افغانستان است. او در کابل، در یک خانواده سیاسی بزرگ شد. پدر وی  صالح محمد خان از بزرگان مردم هزاره و عضو پارلمان افغانستان در دوران محمد داود خان بود. عباس نویان هنوز در دوران لیسه (دبیرستان) بود که فعالیت‌های سیاسی خود را برای رفع تبعیض، حقوق اقلیت‌ها و یک حکومت پاسخگو برای همه، آغاز کرد. بخاطر عقاید روشنفکرانه سیاسی اش مدت کوتاهی را در زندان سپری کرد. از مکتب معلق شد و دوران سربازی خود را در اسمار گذراند، یکی از خطرناک‌ترین مناطق کشور در ولایت کنر. وی مدرک تحصیلی ماستری خود را از دانشگاه پلی‌تکنیک کابل گرفت. همصنفان وی احمد شاه مسعود و گلبدین حکمتیار بود.

## خانواده و شغل
زمان فارغ‌التحصیلی وی از دانشگاه کشور از نظر سیاسی و اجتماعی در بحران فرومی‌رفت. برای برقراری اوضاع، هر کسی که عقاید سیاسی اش را ابراز می‌کرد توسط رژیم کمونیستی حفیظ الله امین به بهانه‌های مختلف اعدام می‌شد. در سال ۱۹۷۸،  صالح محمد خان (پدر عباس نویان) و سه پسرش در نیمه شب توسط پولیس مخفی ربوده شده و اعدام گردیدند.
عباس نویان تنها کسی بود که مخارج خانواده بزرگش را باید تأمین می‌کرد، پس او تجارت خود را آغاز نموده و آنرا به کشورهای روسیه، ژاپن، ایالات متحده و امارات متحده عربی گسترش داد. او در سال ۲۰۰۵، به کشورش برگشت و خودرا در پارلمان کاندیدا نمود. بعد از دوران نمایندگی خود در مجلس ملی افغانستان او حزب حق و عدالت را همراه با حنیف اتمر، سیما سمر و حمیدالله فاروقی تأسیس نمود. وی از اشرف غنی در انتخابات ریاست جمهوری ۱۳۹۳ حمایت نمود.
او سفیر افغانستان در سویدن است. هم‌اکنون وی با سه پسر و دو دختر خود در استکهلم سویدن زندگی می‌نماید.

## دیگر فعالیت‌ها
او حمایت کننده تحصیلات در افغانستان و از اعضای هیئت مدیره لیسه عالی معرفت نیز است.
- تجارت.[۱]
- مهندس، در ریاست ساختمانی وزارت معدن.[۱]